# Scarabaeus karlwerneri
Scarabaeus karlwerneri är en skalbaggsart som beskrevs av Nicolas och Moretto 2002. Scarabaeus karlwerneri ingår i släktet Scarabaeus och familjen bladhorningar. Inga underarter finns listade i Catalogue of Life.